# Nuccia Cardinali
Annunziata Cardinali (Potenza, 4 novembre 1938) è una cantante e attrice italiana, talvolta accreditata come Nuccia Cardinale o Nancy Cardinale.

## Biografia
Si trasferisce a Roma in tenera età, poco dopo la fine della seconda guerra mondiale, e nel 1957 inizia l'attività di attrice di fotoromanzi, debuttando nel cinema l'anno successivo.
Intraprende poi la carriera di cantante nel 1960, ottenendo un contratto discografico con la Carosello, etichetta con cui pubblica i primi 45 giri; viene ospitata in alcuni programmi televisivi, come Giallo club. Invito al poliziesco (in cui canta Stelle di Alabama e Il mio desiderio) o Ritmi d'oggi (in cui interpreta Non ti posso dare che amore), e nello stesso anno recita nel musicarello I Teddy boys della canzone .
Passa poi ad altre etichette, come la Play e la Seven Records.
Diviene nota negli anni sessanta come attrice di fotoromanzi per la Lancio, interpretando 69 fotoromanzi, di cui 43 da protagonista.
Lavora anche in campo cinematografico, recitando in diversi B-movies d'avventura, western, thriller e horror.
Abbandona la carriera di attrice sul finire degli anni settanta, tornando brevemente a recitare nel fotoromanzo agli inizi degli anni ottanta.

## Discografia

### Singoli
- 1967 – Non sono niente/Non pensavo mai (Play)
- 1968 – Una rosa per posta/Una voglia matta (Seven Records, E/SR 106)

## Filmografia
- Vite perdute, regia di Adelchi Bianchi e Roberto Mauri (1959)
- I Teddy boys della canzone, regia di Domenico Paolella (1960)
- Sfida nella città dell'oro, regia di Alfredo Medori (1962)
- Tarzak contro gli uomini leopardo, regia di Carlo Veo (1964)
- Due croci a Danger Pass, regia di Rafael Romero Marchent (1967)
- Io... donna, regia di Alberto Cardone (1971)
- Io monaca... per tre carogne e sette peccatrici, regia di Ernst Von Theumer (1972)
- Il giustiziere di Dio, regia di Franco Lattanzi (1972)
- A Point in Time, regia di Carlos Pasini Hansen (1973) - film TV
- La casa della paura, regia di William Rose (1974)
- Lo strano ricatto di una ragazza per bene, regia di Luigi Batzella (1974)
- La tigre venuta dal fiume Kwai, regia di Franco Lattanzi (1975)
- In nome del padre, del figlio e della Colt, regia di Mario Bianchi (1975)